# Zina (Cameroun)
Pour les articles homonymes, voir Zina.
Zina est une commune du Cameroun située dans la région de l'Extrême-Nord et le département du Logone-et-Chari, à proximité de la frontière avec le Tchad.

## Population
Lors du recensement de 2015, la commune comptait 35 572 habitants, dont 1 690 pour Zina proprement dit.

## Structure administrative de la commune
Outre Zina proprement dit, la commune comprend les localités suivantes :
- Ablankay
- Alaven
- Alawa
- Alvakay I
- Alvakay II
- Balgué
- Balveï
- Bogo
- Daboulao
- Dafen
- Davagan
- Dbsa
- Diegere
- Douing
- Douing
- Kaziré
- Gouba
- Hamadou
- Ivie
- Kadam
- Lahay
- Margdaré
- Margwé
- Maskalay
- Nkarse
- Nkhodeuni
- Oudio
- Padelevi
- Pinelvi
- Sarassara
- Sifna
- Sker
- Tchanyaré
- Zama
- Zoumouzi
- Mandjour